# Cyrnus flavidus
Cyrnus flavidus – chruścik (Insecta: Trichoptera) z rodziny Polycentropodidae. Gatunek pospolity w Polsce. Larwy żyją w jeziorach (limnal) w strefie elodeidowej, najliczniej w jeziorach eutroficznych. Larwy są drapieżne, zjadają drobne organizmy wodne, budują lejkowate sieci łowne, połączone z mieszkalną norką. Sieć zbudowana jest z nici jedwabnych. Postacie doskonałe (imago) spotykane są w pobliżu jezior, aktywne wieczorem i w nocy, przylatują do światła.